# Dongeradeel

Dongeradeel topográfiai térképe, 2014. szeptember

Dongeradeel ( kiejtés) 2018-ig község volt Hollandiában, Frízföld tartomány északkeleti részén. Neve fríz nyelven: Dongeradiel ( kiejtés). A hivatalos neve a holland változat. Lakossága 24.097 fő volt 2014. május 1-én a holland statisztikai hivatal adatai szerint; területe 266,9 km². Legnagyobb települése Dokkum városa volt. Lakosainak száma 23 848 fő (2017. augusztus 1.).

## Történelme
A mai Dongeradeel község az 1984-es hollandiai közigazgatási átszervezés nyomán jött létre Dokkum, Westdongeradeel és Oostdongeradeel községek összevonásával. A község címerét is a három korábbi község címerének összeolvasztásával alkották meg. A két folyó a címerben a Peazens és az Ee, amelyek Dokkum területén egyesülnek.
A község 2019 óta Noardeast-Fryslân része.

## Földrajza
Dongeradeel Kollumerland c.a., Ferwerderadiel, Schiermonnikoog és Ameland községekkel határos.

### Települései
A község területén egy város és 28 falu található. Névváltozataik közül a holland a hivatalos. A hivatalos települések mellett nyilvántartanak még mintegy 25 „szomszédságot” (buurtschap), tanyaközpontot is.
A lakosok száma a holland statisztikai hivatal 2013. január 1-jei adatai alapján.

## Közigazgatás, politika
Dongeradeel önkormányzati képviselőtestülete, a községi tanács 19 képviselőből áll.A tanács összetételének alakulása 1998 óta a következő volt:
| Párt                        | 1998 | 2002 | 2006 | 2010 | 2014 |
| CDA                         | 8    | 9    | 7    | 7    | 6    |
| FNP                         | 2    | 2    | 4    | 4    | 5    |
| VVD                         | 1    | 1    | 1    | 2    | 1    |
| Algemeen Belang Dongeradeel | 2    | 3    | 2    | 2    | 2    |
| ChristenUnie                | 2    | 2    | 2    | 2    | 2    |
| PvdA                        | 4    | 2    | 5    | 2    | 1    |
| Dongeradeel Sociaal         | -    | -    | -    | -    | 2    |
| Összesen                    | 19   | 19   | 21   | 19   | 19   |

### A községi hivatalok együttműködése
2015. január 1-jétől Dongeradeel, Dantumadiel, Ferwerderadiel és Kollumerland c.a. hivatali szervezetei együttműködnek a közös érdeklődésre számot tartó feladatok ellátásában. 2016 áprilisa előtt megvizsgálják ennek az együttműködésnek az eredményeit, és ennek alapján javaslatot tesznek Északkelet-Frízföld esetleges közigazgatási egyesítésére.

## Látnivalók
A község területén 318 országos műemlék található.

## Fordítás
- Ez a szócikk részben vagy egészben a Dongeradeel című holland Wikipédia-szócikk ezen változatának fordításán alapul.  Az eredeti cikk szerkesztőit annak laptörténete sorolja fel. Ez a jelzés csupán a megfogalmazás eredetét és a szerzői jogokat jelzi, nem szolgál a cikkben szereplő információk forrásmegjelöléseként.